# Vääräjärvi (sjö i Lappland, lat 67,05, long 24,65)
Vääräjärvi är en sjö i Finland. Den ligger i kommunen Kolari i landskapet Lappland, i den norra delen av landet, 800 km norr om huvudstaden Helsingfors. Vääräjärvi ligger 182,6 meter över havet. Arean är 11,6 hektar och strandlinjen är 1,59 kilometer lång. Sjön  ingår i Kemi älvs huvudavrinningsområde. 